# WTA Sankt Petersburg 2022
St. Petersburg Ladies' Trophy 2022 este un turneu profesionist de tenis care se joacă pe terenuri cu suprafață dură, în interior. Este a 13-a ediție și este un turneu de nivel WTA 500 în WTA Tour 2022. Se desfășoară în perioada 6–13 februarie 2022.

## Campioni

### Simplu
Pentru mai multe informații consultați St. Petersburg Ladies' Trophy 2022 – Simplu

### Dublu
Pentru mai multe informații consultați St. Petersburg Ladies' Trophy 2022 – Dublu

## Distribuția punctelor
| Probă  | C   | F   | SF  | QF  | R16 | R32 | Q   | Q2  | Q1  |
| Simplu | 470 | 305 | 185 | 100 | 55  | 1   | 25  | 13  | 1   |
| Dublu  | 470 | 305 | 185 | 100 | 1   | N/A | N/A | N/A | N/A |

## Premii în bani
| Probă   | C       | F       | SF      | QF      | R16    | R32    | Q2     | Q1     |
| Simplu  | $68,570 | $51,000 | $32,400 | $15,500 | $8,200 | $6,650 | $5,000 | $2,565 |
| Dublu * | $25,230 | $17,750 | $10,000 | $5,500  | $3,500 | N/A    | N/A    | N/A    |

*per echipă